# Große Brücke von Peking
Die Große Brücke von Peking (chinesisch 北京特大桥, Pinyin Běijīng Tèdàqiáo) ist ein 48,153 km langes Viadukt der Schnellfahrstrecke Peking–Shanghai. Die aus Fertigteilen erstellte Brücke gehört zu den längsten Brücken der Welt. Die Fahrt über die Brücke dauert bei normaler Betriebsgeschwindigkeit ungefähr 20 Minuten.
Das Bauwerk beginnt etwa sieben Kilometer nach dem Südbahnhof von Peking im Stadtbezirk Fengtai südlich der 4. Ringstraße, quert den Stadtbezirk Daxing und endet in der Provinz Hebei in Langfang kurz vor dem Bahnhof. Die Balkenbrücke besteht aus Betonfertigteilen bis auf die Querung des Jingkai Expressway (Autobahn G45 / Nationalstraße G106), die mit einer Bogenbrücke aus Stahlkasten-Hohlträgern ausgeführt ist. Die Stützweite der im Freivorbau erstellten Bogenbrücke beträgt 108 m. Sie überquert die sechs Fahrstreifen umfassende Autobahn und die beiden je zwei Streifen umfassenden Seitenstraßen.
Im Gegensatz zu einem Bahndamm, der für einen Kilometer Strecke 28 Hektar beansprucht, benötigen die Pfeiler der Brücke nur knapp die Hälfte des Landes, nämlich etwa 11 Hektar. Außerdem ermöglichte der Fertigteilbau einen schnelleren Baufortschritt verglichen mit einem klassischen Bahndamm: nachdem die Pfeiler erstellt wurden, konnten die in Fabriken entlang der Strecke vorgefertigten Brückenträger mit einem Spezialfahrzeug an das Ende der Brücke gebracht werden, wo sie von einer Spezialmaschine auf die Pfeiler aufgelegt wurden.